# Pelzmärtel
Pelzemärtel (ook wel Pelzermärtel, Pelzamärdl, Pelzmartel, Belzmarte, Belzmärte of Pelzmartin genoemd) is de naam van de cadeautjesbrenger voor de kersttijd in Franken (Duitsland). In bepaalde regio's gaat het om Pelznickel (ook wel  Belschnickel, Belznickle, Pelznikel of Belznickel genoemd). 
Sint-Nicolaasdag en de gebruiken rondom Sint Maarten vloeien hierin samen. De benaming Märtel duidt op Sint Maarten en Nickel verwijst naar Sint Nicolaas. Het woord pelzen betekent ranselen.
De figuur draagt in zijn zak noten en fruit en deelt dit uit op 11 november of 6 december. Ondeugende kinderen kregen klompjes kool en/of een roe (soms in hun sok).

## Begeleiders
In Schwaben is de figuur de kwaadaardige begeleider van Sinterklaas of het Christkind. Hij trekt van huis tot huis en jaagt de boze geesten weg met klokgelui. In deze vorm lijkt hij op de Krampus (Oostenrijk) of Knecht Ruprecht (Noord-Duitsland). 
In enkele gebieden in Oostenrijk wordt Pelzemärtel juist begeleid door Krampus.

## Amerika

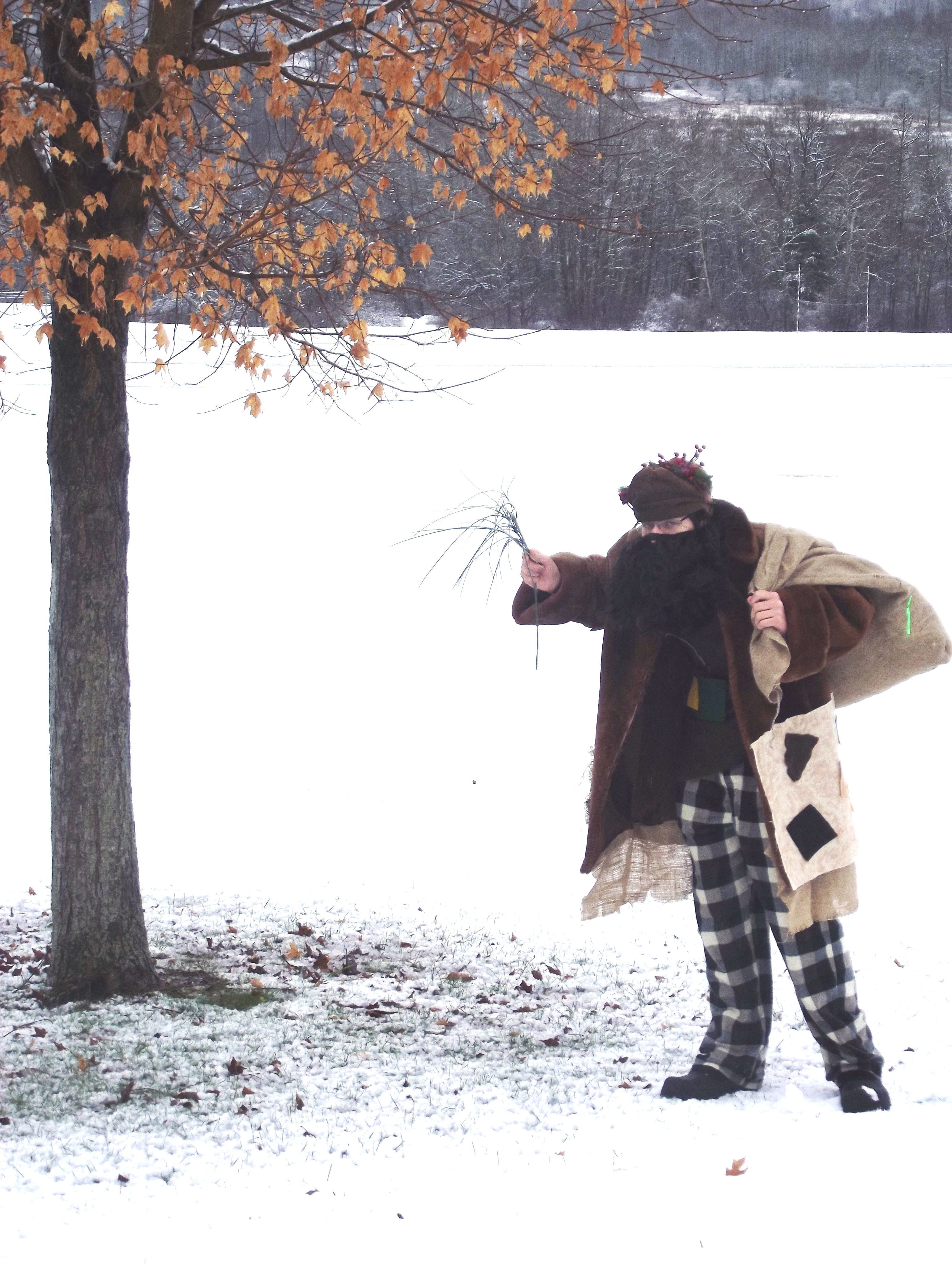
Belsnickel op weg naar de kinderen op een school in Norwich, 2012

Immigranten namen het gebruik rondom deze figuur mee naar Pennsylvania. De Palts-Pennsylvaanse Belznickel wordt beschouwd als de voorvader van de Amerikaanse Kerstman.
In de Braziliaanse steden in Vale do Contestado en Vale do Itajaí staat de figuur bekend als Pelznickel. Ook hier werd de gewoonte geïntroduceerd door Duitse immigranten. De Pelznickel verschijnt twee dagen per jaar, op Sinterklaasdag en op Kerstavond. De rest van het jaar woont hij in het bos. Daarom staat hij daar ook bekend als Papai Noel do Mato, "de Kerstman van het Bos". Het is zijn taak om zowel Sinterklaas als de Kerstman te helpen en stoute kinderen te straffen. Het is ook gebruikelijk dat kinderen hem spenen en zuigflessen geven.
Een verslag uit Allegany County, Brown's Miscellaneous Writings, van ca. 1830 beschrijft: 

hij was bekend als Kriskinkle, Beltznickle en soms Christmas woman. Kinderen zagen de figuur niet alleen, maar voelden hem of de streken met de roe op hun rug. De jaarlijkse bezoeker kwam enkele uren nadat het donker was geworden, volledig vermomd (vooral in het gezicht) in (meestal) vrouwelijke kleding. De figuur droeg een zak op de schouders die gevuld was met koekjes, noten en fruit en had een lange roe van de tak van een hazelnoot. Deze roe was voor magie en om mee te prikken. Het lekkers werd op de grond gegooid en de kinderen verdringen zich om van alles te pakken. De roe wordt dan gebruikt op de ruggen van de kinderen.

Belsnickel speelt een belangrijke rol in de kerstfilm The Christmas Chronicles: Part Two (2020).